# Anatomie de la critique

Anatomie de la critique : quatre essais de Herman Northrop Frye (Anatomy of Criticism: Four Essays) (Princeton University Press, 1957) est une tentative pour élaborer une vision unifiée du champ, de la théorie, des principes et des techniques de la critique littéraire qui se cantonne à la littérature. Frye écarte délibérément toute critique spécifique et pratique, préférant les théories des modes, des symboles, des mythes et des genres héritées de la tradition classique, présentées, selon ses propres termes comme « un ensemble de suggestions reliées entre elles ». L'approche littéraire préconisée par Frye eut une grande influence dans les décennies qui précèdent l'avènement du déconstructionnisme et du courant post-moderniste.
L'ouvrage consiste en quatre essais :
- Critique historique : théorie des modes
- Critique éthique : théorie des symboles
- Critique archétypale : théorie des mythes
- Critique rhétorique : théorie des genres

Ils sont précédés d'une « Introduction polémique » et suivis d'une « Conclusion temporaire ».

## Résumé

### Introduction polémique
L'introduction est un plaidoyer en faveur de la critique littéraire qui cherche à établir ce qu'est une critique purement littéraire en la distinguant d'autres formes de critique et  à élucider la différence entre une expérience sans médiation de la littérature et son étude systématique par la critique littéraire.
Il existe plusieurs raisons qui justifient l'adjectif « polémique ». En se faisant l'avocat de la critique littéraire, Frye s'attaque à une conviction que partagent Tolstoï et les romantiques, selon laquelle le goût naturel serait supérieur à l'érudition (et par extension à la critique littéraire). Frye dénonce également un certain nombre d'approches critiques, notamment marxiste, freudienne, jungienne, néo-classique et autres, qui illustrent selon lui l'illusion déterministe. Ce n'est pas qu'il rejette ces différents courants de pensée, mais plutôt qu'il considère que la lecture d'une œuvre à travers des   grilles toutes faites est à des lieues de la véritable analyse littéraire. Ce type d'approche soumet l'œuvre à l'idéologie du critique et incite à porter aux nues ou à vilipender un auteur en fonction de critères propres à cette idéologie.
Une autre des convictions de Frye est qu'il faut faire la distinction entre ce qui relève d'un jugement personnel et ce qui émane d'une critique objective. Le jugement  de chacun est influencé par les valeurs et les préjugés de la société et de l'époque où il vit. Si le jugement est asservi aux codes sociaux, le résultat est le même que dans le cas où le lecteur adopte sciemment l'une des idéologies  décrites précédemment. Même lorsqu'il existe un consensus, et que  les spécialistes s'accordent  pour dire, selon l'exemple choisi par Frye, que les œuvres de John Milton sont plus riches que celles de R. D. Blackmoore, le fait d'affirmer cette supériorité n'aura aucun intérêt critique. En d'autres termes, les jugements de valeur ne font pas progresser l'étude littéraire.
À la place de ces platitudes critiques, Frye propose une vraie critique littéraire qui tirerait sa méthode de la littérature elle-même. La critique littéraire devrait être, selon lui, l'étude systématique des œuvres littéraires, comme la physique est celle des phénomènes naturels et l'histoire de l'action humaine. Cette approche systématique est possible, selon Frye, parce que le corpus littéraire possède lui-même une nature systémique. Mais, explique-t-il, cette nature reste mal connue car l'étude systématique de la littérature n'a pas ou peu progressé depuis Aristote.

En conclusion de cette introduction, Frye anticipe les critiques sur les faiblesses de son ouvrage. Il souligne que cette introduction possède un caractère polémique, et qu'elle est écrite à la première personne parce qu'il en concède volontiers le caractère subjectif. Il admet également que les essais qui suivent ne pourront dresser qu'un état des lieux préliminaire, et sans doute inexact, du système de la littérature. Il admet qu'il s'abandonne parfois à des généralisations qui peuvent être contredites par des cas particuliers. Enfin il souligne que si bien des lecteurs éprouvent une « répugnance instinctive » à aborder la poésie de façon schématique, cette approche  doit être considérée comme un des aspects de la critique, distincte de l'expérience émouvante, subjective et directe de l'œuvre elle-même que chacun reste libre de faire, à l'instar du géologue qui est capable d'oublier la rigueur de ses recherches sur le terrain pour jouir de la beauté des montagnes.

### «Critique historique: théorie des modes»
Frye commence par rappeler les trois aspects de la poésie énoncés par Aristote dans sa Poétique : mythos (intrigue), ethos (personnages et décor) et dianoia (thème ou idée). Frye considère que toute production  littéraire se situe quelque part sur un spectre qui va des œuvres dont le moteur est le récit (la fiction dans sa majorité) à celles dont le moteur est une idée (l'essai ou la poésie lyrique). Le Premier Essai commence par étudier les différents aspects de la fiction, où Frye distingue comique et tragique.
|            | Mythique        | Romantique | Mimétique élevé    | Mimétique bas                 | Ironique       |
| ---------- | --------------- | ---------- | ------------------ | ----------------------------- | -------------- |
| Tragique   | Dionysiaque     | Élégiaque  | Tragédie classique | Drame                         | Bouc émissaire |
| Comique    | Apollonien      | Idyllique  | Aristophanien      | Ménandrien                    | Sadique        |
| Thématique | Écriture sainte | Chronique  | Épopée nationale   | Expression de la subjectivité | Discontinuité  |

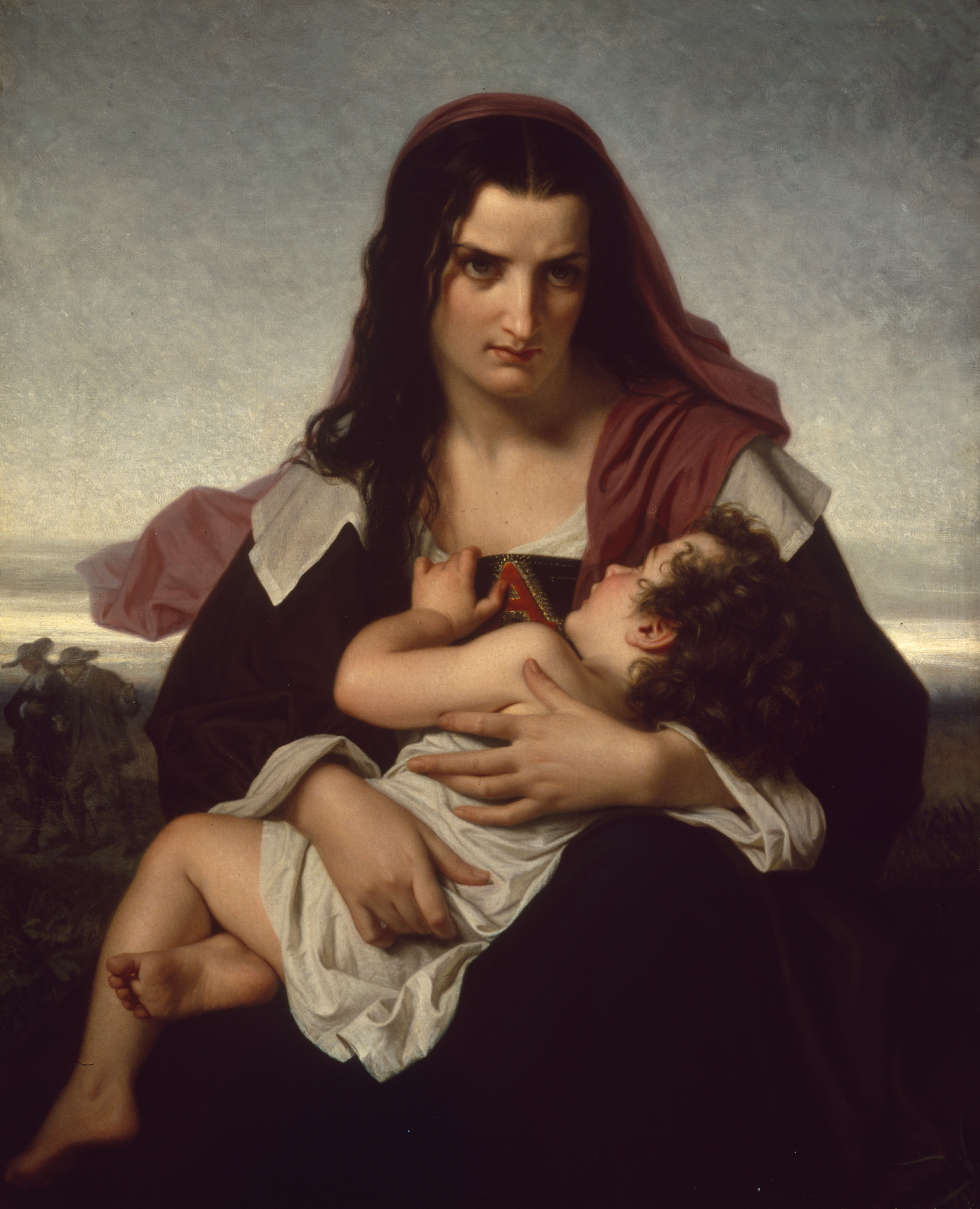
Hester Prynne, La Lettre écarlate, exemple d'ironie tragique

La tragédie s'intéresse au clivage entre héros et société ;
- La tragédie mythologique met en scène la mort des dieux ;
- La tragédie romantique incorpore des élégies déplorant la mort de héros tels que  Arthur ou Beowulf ;
- La mimesis tragique élevée met en scène la mort de figures nobles telles que Othello ou Œdipe ;
- La mimesis tragique basse représente la mort ou le sacrifice de personnes ordinaires et a recours au pathos, ainsi dans Tess D'Ubervilles, de Thomas Hardy ou Daisy Miller de Henry James;
- Le genre ironique dépeint fréquemment la mort ou les souffrances d'un protagoniste qui paraît à la fois faible et pitoyable par rapport à ses semblables et à son environnement ; L' œuvre de Franz Kafka en offre de nombreux exemples. Dans d'autres cas, le protagoniste n'est pas plus médiocre que son entourage mais se trouve victime de persécutions au sein d'une société dysfonctionnelle : Hester Prynne, l'héroïne de  Nathaniel Hawthorne, Tess, celle de Thomas Hardy, ou la condamnation à mort du Christ en sont quelques exemples.

La comédie s'intéresse à l'intégration sociale

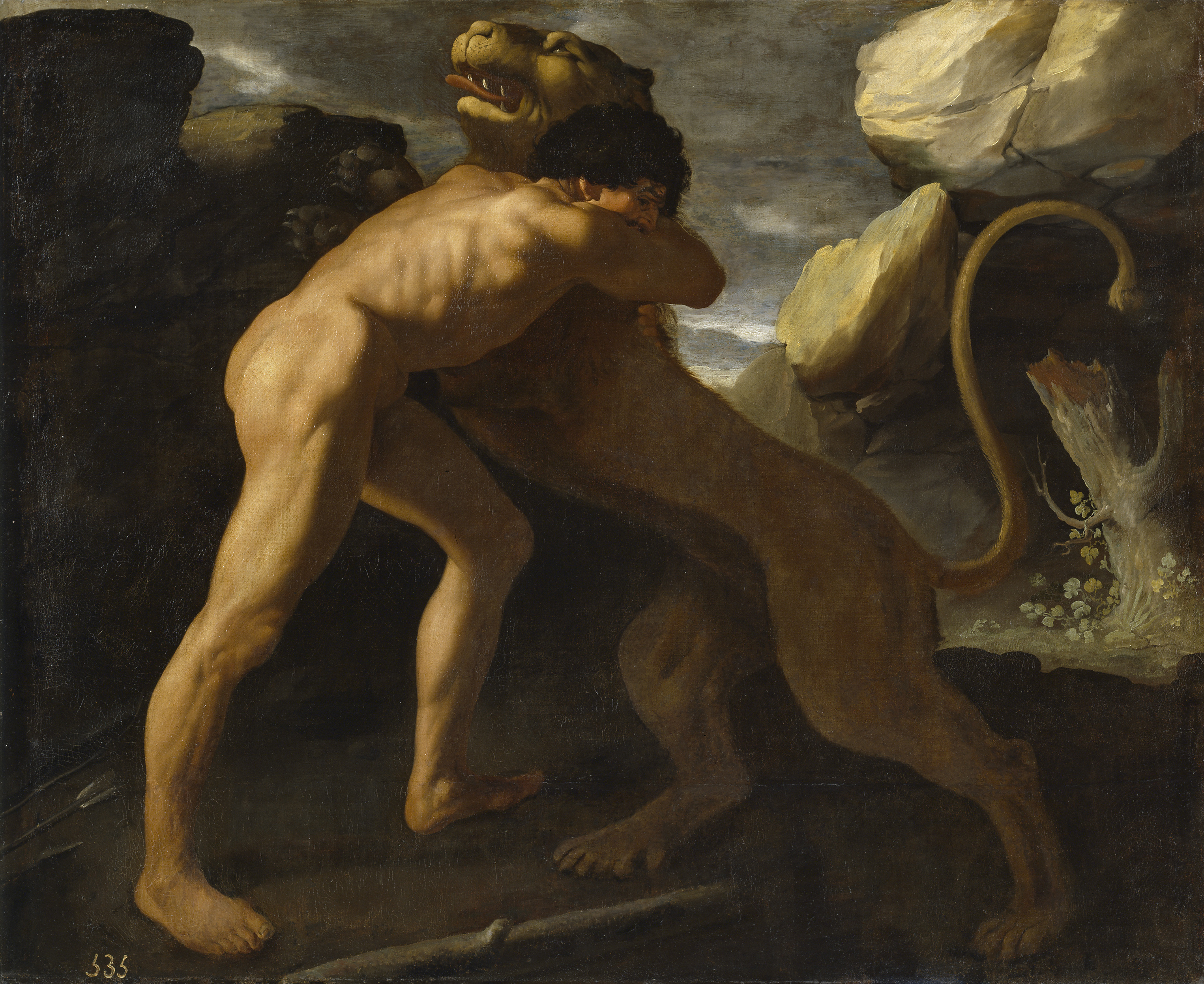
Hercule et le lion de Némée, exemple des épreuves de la comédie mythologique

- La comédie mythologique met en scène la façon dont les dieux sont acceptés au sein de la société, parfois au terme d'épreuves (Hercule) voire par le biais de la Rédemption ou l'Assomption (La Bible).
- La comédie romantique se déroule dans un décor pastoral ou idyllique et montre la façon dont le héros s'intègre à un environnement naturel simplifié et idéalisé.
- La mimesis comique élevée met en scène un héros énergique qui constitue sa propre société à la force du poignet, déjouant toute opposition jusqu'au moment où il récolte les honneurs et les richesses qui lui sont dues. Le théâtre d'Aristophanes ou le personnage de Prospero, dans La Tempête de Shakespeare en sont des exemples.
- La mimesis comique basse dépeint l'ascension sociale du héros ou de l'héroïne et se termine souvent par un mariage.
- La comédie ironique est plus difficile à appréhender, et Frye y consacre plus de temps qu'aux autres modes comiques. Dans certains cas extrêmes, l'ironie comique frise la sauvagerie, s'attardant sur les souffrances infligées à une victime impuissante. Les récits de lynchage par la foule, de meurtres dans les romans noirs ou de sacrifices humains en sont quelques exemples. D'un autre côté, la comédie ironique est capable d'offrir une satire mordante de sociétés confites dans leurs préjugés. Dans certains cas elle met en scène des héros rejetés par la société (qui n'obtiennent pas la réintégration sociale typique de la comédie) mais qui apparaissent in fine supérieurs à ceux qui les rejettent. Aristophanes, Ben Jonson, Molière, Henry Fielding, Sir Arthur Conan Doyle, et  Graham Greene  offrent des exemples du large éventail des possibilités de la comédie ironique.

Enfin, Frye étudie la nature de la littérature thématique dans chaque mode. Le contenu intellectuel étant ici plus important que l'intrigue, ces modes sont organisés en fonction des textes qui faisaient autorité à leur époque. Il faut également remarquer que ces modes sont liés à différentes formes d'organisation sociale.
- Dans le mode mythique des saintes écritures dominent les textes qui se réclament d'une inspiration divine ;
- Dans le mode romantique, les dieux ont trouvé leur place au ciel, et le rôle des chroniqueurs dans les sociétés nomades est de mémoriser la liste des noms des patriarches, les proverbes, les incantations, les faits et gestes, etc. ;
- Dans le mode mimétique élevé, la société s'est structurée autour d'une métropole et produit des épopées nationales comme La Reine des fées ou les Lusiades ;
- Dans le mode mimétique bas, l'argument est marqué par l'individualisme et le romantisme. Les réflexions et les idées de l'auteur font désormais autorité, par exemple dans le Prélude de William Wordsworth ;
- Enfin, dans le mode ironique, le poète fait figure d'observateur plutôt que de commentateur autorisé, et les textes insistent sur la discontinuité et l'absence d'épiphanie. The Waste Land, de T. S. Eliot, et Finnegans Wake de James Joyce sont des exemples de ce mode thématique.

### «Critique éthique: théorie des symboles»
Ayant établi sa théorie des modes, Frye propose maintenant cinq niveaux ou « phases » de symbolisme, dont chacune possède son propre mythos, ethos et dianoia comme il l'a expliqué dans le premier essai. Ces phases sont basées sur les quatre niveaux de l'allégorie médiévale, les deux premières phases correspondant au premier niveau. Frye associe également ces cinq phases aux âges de l'humanité qu'il a précédemment exposés. Pour lui, un symbole littéraire est « toute unité dans toute composition littéraire qui peut être isolée et étudiée pour elle-même. » 
Les niveaux symboliques sont classés ainsi :
- Littéral et/ou descriptif (motifs et signes) ;
- Formel (image) ;
- Mythique (archétype)
- Anagogique (monade)

Chat : signe (conventionnel)

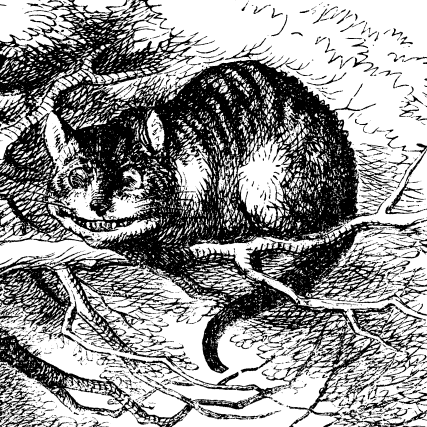
Alice au Pays des Merveilles, Chat de Cheshire, motif (contextuel)

Le niveau descriptif illustre les propriétés centrifuges, ouvertes, d'un symbole. Par exemple lorsque le mot « chat » évoque une définition, une image, une expérience ou une propriété associée au mot en dehors du contexte littéraire où il apparaît, le mot est pris dans son sens descriptif. Frye désigne ces symboles du nom de « signe ». Sa définition du signe ne va pas au-delà du fait que celui-ci désigne une réalité extérieure et ne fait référence à aucune théorie sémiotique. Il oppose ensuite le signe au « motif » qui est un symbole pris au niveau « littéral ». Ce niveau illustre le caractère centripète, autocentré du sens, qui peut se définir comme le sens contextuel du symbole. Le mot « littéral » a chez Frye une acception presque contraire à celle de la langue courante ; dire qu'une chose en signifie une autre « littéralement » implique que l'on se réfère à une définition extérieure au texte. Mais chez Frye, « littéral » qualifie le sens du symbole dans son contexte littéraire alors que « descriptif » se réfère à des connotations personnelles et une définition conventionnelle. Enfin l'auteur établit un parallèle entre rythme et harmonie d'un côté, niveau littéral et descriptif de l'autre. Le niveau littéral est plutôt horizontal, dépendant ce que qui  précède et de ce qui suit le symbole. Le niveau descriptif, en revanche, se déploie dans l'espace, et possède des sens qui sont plus ou moins proches de celui qui est défini par le contexte.
Frye passe ensuite au niveau « formel », illustré par l'image, afin de définir l'épaisseur de sens qui résulte du jeu entre l'harmonie et le rythme des signes et des motifs. L'image la plus fréquemment répétée instaure le ton de  l'œuvre (par exemple la couleur rouge dans Macbeth), et les images secondaires fonctionnent en opposition avec cet arrière-plan tonal. Ce passage de l'essai donne une représentation fidèle du formalisme littéraire (appelé également « Nouvelle critique »).
Mais le formalisme de Frye est unique en ce qu'il ne constitue qu'une partie du système critique plus vaste que Frye échafaude dans son ouvrage.
La notion de forme (et peut-être aussi le niveau littéral défini par l'auteur) repose sur l'idée d'un sens inhérent au texte, ce que contestent les déconstructionnistes.
Le niveau « mythique » considère le symbole en tant qu'archétype. Ce concept est lié avec la notion d' « intertexte », et considère que le symbole qui apparaît dans un texte possède des liens avec le symbolisme de même nature qui apparaît dans tout le corpus littéraire. Frye traitera plus généralement du mythe et de l'archétype dans le Troisième Essai, mais dans cette section il se concentre sur la méthode critique qui permet d'explorer la filiation d'un symbole dans les œuvres littéraires qui précèdent et qui suivent l'œuvre particulière que l'on étudie. Pour Frye, le lieu commun est un élément essentiel de la littérature, ce qui fait que le copyright est néfaste au processus de création. Il étudie des exemples  de topoi chez Shakespeare et Milton pour renforcer sa théorie selon laquelle même le fait d'adopter un texte ou une intrigue n'exclut pas la créativité. Mieux, il affirme que des auteurs romantiques, ennemis des lieux communs comme Walt Whitman, ne peuvent s'empêcher d'avoir recours à des stéréotypes. Dans la critique, l'étude du niveau archétypal d'un symbole pourrait correspondre au point de vue qui défend la « nature » dans le débat qui oppose les psychologues entre nature et culture. Plutôt que de considérer le symbole comme la création personnelle d'un auteur, ou une qualité particulière du texte, le niveau archétypal replace le symbole dans sa filiation littéraire.

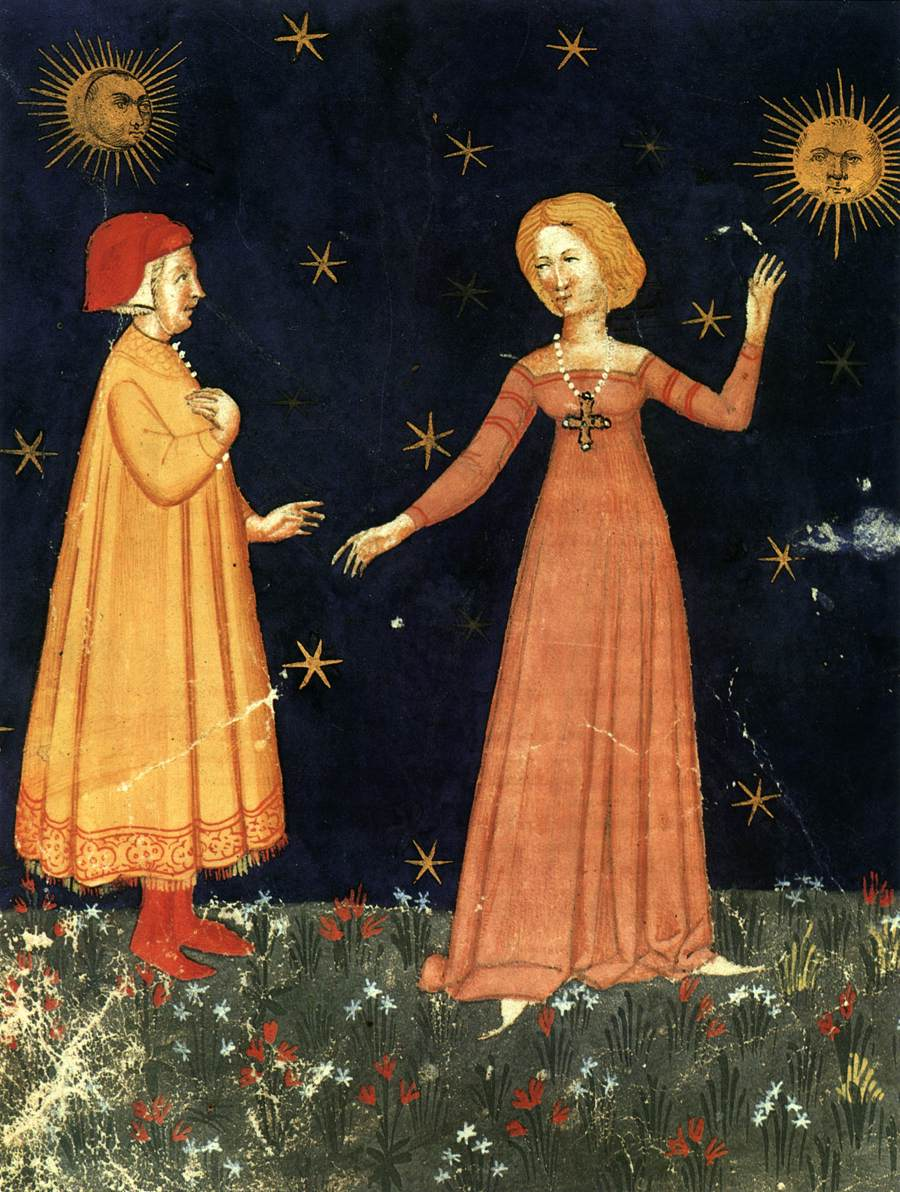
Dante et Béatrice

La dernière partie du Second Essai est consacrée au niveau « anagogique » où le symbole est traité comme monade. L'interprétation anagogique de l'allégorie médiévale postulait la présence d'un sens spirituel des plus élevés à l'intérieur du texte. Par exemple, dans la Divine Comédie, la Béatrice de Dante représenterait la fiancée du Christ. Frye défend le point de vue selon lequel il existerait des connexions horizontales entre archétypes par le biais de l'intertexte, et postule également l'existence d'une unité transcendante, quasi spirituelle, à l'intérieur du corpus littéraire. Frye décrit le niveau anagogique dans la littérature comme « l'imitation d'une infinité d'actions sociales et de pensées humaines, l'esprit d'un homme qui représente tous les hommes, la parole créatrice universelle qui représente toute parole. »

### «Critique archétypale: théorie des mythes»

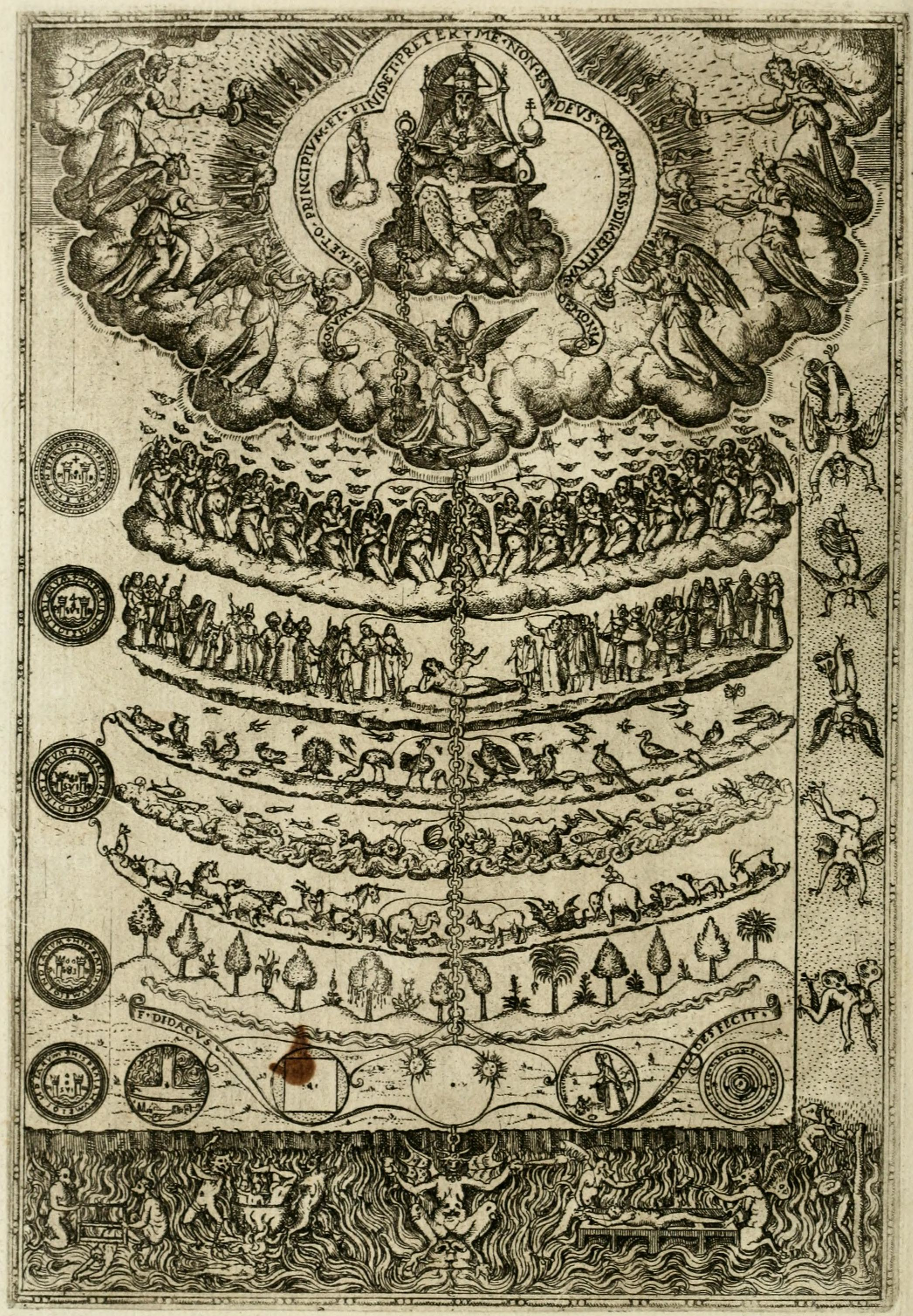
L'Échelle des êtres dans la nature

Ce dernier essai représente l'apogée de la démonstration Fryenne en ce sens qu'il réalise la synthèse entre les éléments de caractérisation et les cinq niveaux symboliques précédemment cités.
Le tout s'organise verticalement entre deux pôles, celui de la réalisation et celui de l'échec des aspirations humaines, qu'illustre la Scala naturæ, dont Frye reprend les distinctions  entre niveau divin, humain, animal, végétal et minéral, et horizontalement en quatre catégories par analogie avec les quatre saisons.
A l'un des pôles nous avons une imagerie apocalyptique qui montre le ciel et la satisfaction parfaite des aspirations humaines. À ce niveau, la structure littéraire s'organise vers l'unification de toutes choses en un seul symbole anagogique. La perfection du divin est la divinité, celle de l'humain est le Christ (ou toute autre figure figure qui symbolise l'unité de l'humanité à son apogée spirituelle), celle de l'animal est l'agneau, celle du végétal est  l'arbre de vie, celle du minéral est la Nouvelle Jérusalem ou Cité de Dieu.
Le pôle opposé est celui de l'imagerie démoniaque, qui symbolise l'inachèvement, la perversion ou l'échec des aspirations humaines. À ce niveau, les choses s'organisent sous la forme de l'anarchie ou de la tyrannie. Le divin est représenté par un dieu colérique et imprévisible, qui réclame des sacrifices, l'humain est l'Antéchrist tyrannique, l'animal est un prédateur tel que le lion, le végétal est une forêt maléfique comme celle où erre le narrateur de la Divine Comédie au début du récit, ou de Goodman Brown, de Nathaniel Hawthorne; enfin le minéral est la dystopie que l'on trouve dans 1984, de Orwell, ou Le Château, de Kafka.
Nous avons une imagerie qui fonctionne par analogies, ou plus simplement la description d'états analogues, mais non identiques, au paradis ou à l'enfer. Il existe une très grande variété dans l'imagerie de ces structures, mais en général les animaux domptés et les souverains sages sont fréquents dans l'imagerie apocalyptique (analogie de l'innocence), tandis que les aristocraties arrogantes et les masses opprimées apparaissent comme caractéristiques du démoniaque (analogie de l'expérience).
Ensuite Frye associe le mode mythique au niveau apocalyptique, le mode ironique au démoniaque, les modes romantiques et mimétique bas ayant leurs propres analogies. Le haut mimétique se trouve occuper une position centrale par rapport à ces quatre autres  catégories, ce qui permet à Frye d'organiser les modes en un schéma  circulaire et de mettre en relief la nature cyclique des mythes et des archétypes. Dans ce cadre, la littérature représente le cycle naturel de la naissance, la croissance, la maturité, le déclin, la mort, la résurrection, la renaissance et la reprise du cycle. La fin du chapitre s'attarde sur le cycle des quatre saisons à travers quatre mythoi : la Comédie, l'Épopée, la Tragédie et la Satire.

### «Critique rhétorique: théorie des genres»
Dans les trois premiers essais, Frye s'intéresse principalement aux trois premiers éléments qui constituent la poésie selon Aristote (à savoir :  mythos, ethos, dianoia). Dans le quatrième essai, il étudie les trois derniers : 
- « melos » : tout ce qui concerne l'harmonie et la tonalité en littérature ;
- « lexis » : le mot écrit, à mi-chemin entre aspect musical et visuel. On parlera de diction (oreille) ou d'imagerie (œil) en fonction du point de vue critique ;
- « opsis » : qui a trait à la dimension visuelle de la littérature ;

La rhétorique désigne deux choses : l'ornement (opsis) et la persuasion (mélos) dans le discours. La critique rhétorique, par conséquent, étudie la littérature sous l'angle du mélos, de l'opsis et de leur combinaison dans la lexis.
Frye décrit leur correspondance en ces termes : « Alors que mythos désigne la transcription verbale de l'action et dianoia celle de la pensée, (éthos désignant une synthèse des deux) mélos et opsis (lexis étant un composé des deux) leur correspondent mais sont produits par deux  points de vue rhétoriques différents. » Il définit ainsi cette double perspective : « Le monde des actions et des événements sociaux a une affinité particulière avec l'oreille. Le monde de la pensée et des idées personnelles a une affinité particulière avec l'œil » (Frye, 243).

Ce que Frye appelle le « radical de la présentation » c'est-à-dire la façon (parfois supposée) dont le public accède au texte, fait également  l'objet d'une analyse. Les différences entre genres ne dépendent pas de distinctions de sujet (science-fiction, roman d'amour, roman policier), ou de forme (les épopées seraient longues, les poèmes lyriques seraient courts), mais de la façon dont la présentation du texte est originellement prévue. En effet le texte peut être déclamé, chanté, joué, ou  lu silencieusement. Frye distingue donc quatre catégories :
- epos : l'auteur s'adresse directement à son public (aède, diseur de contes, orateur) ;
- fiction : l'auteur et son public ne se rencontrent pas (le romancier) ;
- théâtre : l'auteur est invisible, le public fait l'expérience directe du texte ;
- lyrique : l'auteur s'adresse pas au public ; celui-ci « surprend » le locuteur ;

Ces quatre catégories sont le principe organisateur de l'essai, qui commence par étudier le rythme qui caractérise chacune d'elles, puis leur forme spécifique. À chaque fois, Frye explique la fonction de mélos et opsis qui leur correspond. Dans ce passage, Frye utilise le mot « musical » d'une façon qui peut paraître s'écarter de l'usage courant. Dans son acception vulgaire, qui n'est pas pertinente pour la critique littéraire, écrit Frye, le terme est associé à l'idée d'harmonie, impliquant une relation stable. Mais la musique ne consiste pas en une relation plastique, statique, d'une stabilité sans faute, mais plutôt en une série de dissonances qui se résolvent à la fin en une relation stable. La poésie qui ne contient pas ou peu de dissonance est plus proche des arts plastiques que de la musique.
- Epos : au départ, la présentation de l'épopée était « ta epe », ce qui est parlé, et lorsqu'un auteur, un orateur ou un conteur s'adressent directement à un public qui leur fait face, on peut parler d' épos. Le rythme de l' épos est caractérisé par la récurrence d'éléments (accents, nombre de pieds, rimes et assonances). Ce sont les rythmes que l'on associe communément avec la poésie.

- Fiction : c'est un terme vague que Frye utilise pour ne pas avoir à multiplier les sous-catégories. Une des difficultés qu'il rencontre vient de ce que le terme est sans précédent dans l'antiquité. Il admet d'ailleurs  qu'il a pu l'utiliser dans une autre acception. Ici il s'agit d'une œuvre littéraire à laquelle le public accède à travers un livre, donc de la prose. Le rythme de la prose est continu et subordonné au sens.

- Le théâtre est à mi-chemin entre epos et fiction, car le texte doit s'adapter au décor et au personnage. Certains protagonistes seront plus marqués par le mélos, parleront en vers ou auront recours à des effets rhétoriques sous forme de chant ou de jeux verbaux, d'autres seront plus marqués par l' opsis et leur discours en prose aura un contenu idéologique. Les personnages pourront alterner entre les deux en fonction de la situation dramatique. Cet accord entre personnage et situation (ethos) est le rythme de la bienséance, caractéristique du théâtre.

- Poésie lyrique : la poésie lyrique classique concerne un berger qui parle de ses amours. Il ne s'adresse pas au public qui est supposé surprendre ses paroles. Cependant la spécificité du texte lyrique provient plus de son rythme que du « radical de la présentation ». Pour Frye, ce rythme est celui de l'association d'idées plus que de la logique, et il s'apparente aux rêves et à l'inconscient. Ce rythme est proche de celui de la psalmodie, et bien qu'il apparaisse dans toute la littérature, il est plus fréquent dans certains genres. Frye voit un lien entre les quatre modes historiques et les quatre genres. Le style lyrique serait typique de l'âge de l'ironie : de même que le protagoniste du mode ironique s'est détourné de la société, le poète lyrique s'exprime sans tenir compte de son public. Ce rythme lyrique est très perceptible dans Finnegans Wake, de James Joyce, dont le texte consiste presque entièrement en une suite d'associations d'idées et de discours oniriques.